# Демба (Люблінське воєводство)
Демба (пол. Dęba) — село в Польщі, у гміні Курув Пулавського повіту Люблінського воєводства.
Населення — 229 осіб (2011).

## Демографія
Демографічна структура станом на 31 березня 2011 року:
|          | Загалом | Допрацездатний вік | Працездатний вік | Постпрацездатний вік |
| -------- | ------- | ------------------ | ---------------- | -------------------- |
| Чоловіки | 123     | 22                 | 84               | 17                   |
| Жінки    | 106     | 19                 | 56               | 31                   |
| Разом    | 229     | 41                 | 140              | 48                   |